# Елецкий, Дмитрий Петрович Борода
Князь Дмитрий Петрович Елецкий по прозванию Борода (? — 1586) — голова, наместник и воевода, окольничий из рода князей Елецких в царствование Ивана IV Грозного и Фёдора Ивановича.
Отец — князь Пётр Андреевич Елецкий, мать — Мария Васильевна, урождённая Ноздроватая.

## Биография
Первое упоминание относится, когда он из-за опасности нападения татар послан с обозом (1574), а в следующем году командовал на Оке артиллерией (1575). Упомянут в приставах у посланников германского императора Максимилиана (январь 1576). Голова у наряда (1576). В мае того же года командовал обозом русских войск, прибывших на Оку в связи с угрозой нападения крымского хана. Дворянин, служил по Боровску и находился у крепостей (1577). Воевода в Кукейносе (1578-1579), Рязани (1580). Дворянин и наместник Каширский, ездил послом к Стефану Батория и участвовал в заключении Ям-Запольского мира между Россией и Польшей (декабрь 1581). Наместник кашинский, заключил перемирие на 10 лет на очень тяжёлых условиях — Россия теряла Ливонию (январь 1582). Ездил в Варшаву для присутствия  при присяге короля в верном соблюдении договора (1582). Участвовал в приёме английского посла Д. Фута (1584), в том же году пожалован в окольничие, во время коронации царя Фёдора Ивановича. Окольничий, приглашён на обед к Государю (31 мая 1584). Отправлен воеводой с большим полком в поход к Казани усмирять луговых черемисов (июль 1584). В этом походе основал на реке Малой Кокшаге город Царевококшайск, нынешнюю Йошкар-Олу.
Умер († 1586).

## Семья
Жена: Мария Васильевна урождённая княжна Ноздроватая-Звенигородская, дочь князя Василия Петровича Ноздроватого-Звенигородского. Овдовев, вторично вышла замуж за князя Владимира Трофимовича Долгорукова.
Дочь: княжна Авдотья Дмитриевна († 1634) — жена князя Алексея Юрьевича Сицкого.

## Критика
Князь А.Б. Лобанов-Ростовский в своей Русской родословной книге показывает жену Марию Васильевну, дочерью князя Василия Ивановича Ноздроватого, что ошибочно, так как этот князь умер († 1512) и его дочь не могла выйти замуж после (1586). Поэтому её считают дочерью В.П. Ноздроватого.